# Kocioł płomienicowo-płomieniówkowy
Kocioł płomienicowo-płomieniówkowy, w początkowym okresie ich rozwoju także nazywany rurowym (aktualnie rurowymi nazywamy tylko kotły opłomkowe).
Typ kotła parowego rzadziej wodnego o dużej pojemności wodnej, posiadający płomienicę przedłużoną płomieniówkami. Posiadają różną konstrukcję, ale charakterystyczny i decydujący o nazwie jest element wysunięty z kotła (na rysunku) zawierający przynajmniej część płomieniówek zamocowanych w ścianie sitowej zamykającej płomienicę z paleniskiem.
Nie zalicza się do nich kotłów płomieniówkowych np. szkockich zawierających komorę zwrotną oddzielającą płomienicę od płomieniówek i kotłów parowozowych z płomienicami i płomieniówkami umieszczonymi pomiędzy wspólnymi ścianami sitowymi.

## Budowa

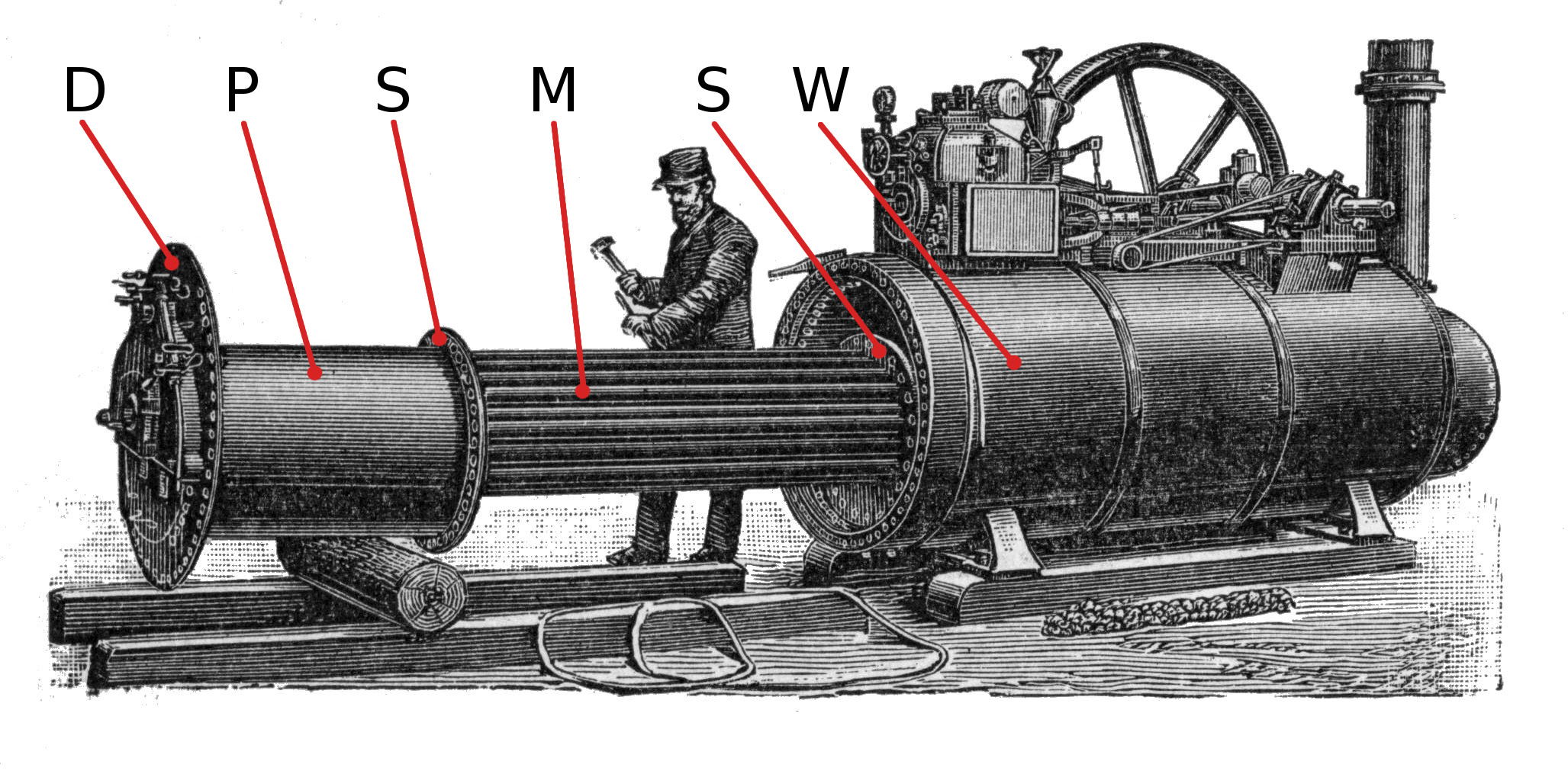
D – dennica P, M – rury ogniowe: P – płomienica z paleniskiem M – płomieniówki W – walczak.

W kotle płomienicowym palenisko zajmowało tylko niewielką długość płomienicy. Dla zwiększenia powierzchni ogrzewania skrócono płomienicę do długości paleniska, jednocześnie przedłużając ją pękiem cieńszych rur – płomieniówek. Otrzymano w ten sposób jednociągowy kocioł płomienicowo-płomieniówkowy.
Płomienica była zakończona ścianą sitową, w którą wstawiono płomieniówki.
Podstawową zaletą była mniejsza masa, wymiary i pojemność wodna w porównaniu z wcześniejszymi konstrukcjami. Rozbieralne kotły lokomobilowe, są od swoich następców znacznie łatwiejsze w czyszczeniu. Znaczna pojemność wodna pozwala na chwilowy wzrost wydajności oraz pracę bez uzupełniania wody od 10' do 30'. Wadą jest znaczny ciężar i omywanie przegrzewacza pary chłodnymi spalinami tuż przed wylotem do komina.
Duże kotły budowane jako poziome stosowane były w lokomobilach i starych parowozach (do ok. połowy XIX w.) i wyparte zostały przez lżejsze kotły parowozowe.

## Zastosowania konstrukcyjne
W celu dostosowania kotłów do różnych wymagań i zwiększenia ich efektywności, stosuje się następujące typy konstrukcyjne:
- Kocioł 3-ciągowy

W swojej konstrukcji posiada 3 ciągi przepływu spalin. Pierwszy ciąg stanowi płomienica, w której odbywa się spalanie oraz przekazanie części ciepła do ścianek. Stąd spaliny przepływają do drugiego ciągu, którym są już płomieniówki, gdzie oddają około 35% ciepła. Następnie trafiają do komory nawrotnej, a dalej do trzeciego ciągu płomieniówek. Ciepło unoszone ze spalinami można wykorzystać stosując ekonomizer. Rozwiązanie to zwiększa wydajność urządzenia.
- Kocioł z wewnętrzną recyrkulacją spalin

Płomienica w takim kotle jest zainstalowana centrycznie i jest otoczona płomieniówkami. Spaliny po przejściu przez płomienicę są zawracane z powrotem ku przodowi kotła, skąd są przepływają do płomieniówek. Takie rozwiązanie pozwala na skonstruowanie bardziej kompaktowej budowy kotła.
- Kotły do odzysku ciepła

Są to kotły m.in. 4-ciągowe oraz odzysknicowe. Tego typu kotły posiadają oddzielny ciąg płomieniówek lub dodatkowy rurowy wymiennik ciepła do spożytkowania gorących spalin z wcześniejszego procesu spalania. Pozwala to na wykorzystanie ciepła odpadowego.

## Zachowany
- lokomobila z kotłem Wolfa w elektrowni Latarni Morskiej Rozewie.